# Kalifornijski tehnološki inštitut
Kalifornijski tehnološki inštitut (angleško California Insitute of Technology, pogosto okrajšano Caltech) je zasebna raziskovalna univerza s sedežem v mestu Pasadena, Kalifornija, ZDA. Sestavlja jo šest oddelkov, kot celota pa daje močan poudarek na naravoslovju in inženirstvu.
Inštitut je leta 1891 ustanovil lokalni poslovnež in politik Amos G. Throop kot višjo tehniško šolo in pripravljalno šolo z imenom Throopova univerza (Throop University). Kasneje se je preimenovala v Throopov politehnični inštitut (Throop Polytechnic Institute) in po tistem še v Throopov tehnološki kolidž (Throop College of Technology) preden je leta 1920 dobila sedanje ime. Leta 1907, ko je bila znanost v ZDA še v povojih, je postal član vodstva astronom George Ellery Hale, ki jo je pričel spreminjati v vplivno znanstveno središče. V tem času je bila pripravljalna šola ukinjena, višja šola pa je postala samostojna politehnika. Halleju sta se kmalu pridružila še fizik Robert Andrews Millikan in kemik Arthur Amos Noyes, skupaj ter s pomočjo eksplozivne gospodarske rasti Južne Kalifornije so ustvarili inštitucijo, prepoznavno na državni ravni. Univerza je privabila številne vrhunske znanstvenike, med drugim je tu v zgodnjih 1930. letih gostoval Albert Einstein. Pod Caltechovim okriljem sta nastala med drugim Nasin Laboratorij za reaktivni pogon in observatorij Mount Palomar.
Danes je Caltech kljub razmeroma majhni velikosti po akademskih merilih ena najuspešnejših ameriških univerz in se redno uvršča blizu vrha različnih lestvic univerz. Univerza ima dolgoletno rivalstvo s Tehnološkim inštitutom Massachusettsa (MIT), ki ga zaznamuje predvsem tekmovanje študentov obeh v različnih potegavščinah. Na Caltech imajo študenti v ta namen celo poseben denarni sklad.